# قاتلان (فیلم ۲۰۱۲)
قاتلان (انگلیسی: The Assassins) یک فیلم است که در سال ۲۰۱۲ منتشر شد. از بازیگران آن می‌توان به چو یون فات، هیروشی تاماکی، و آنی ای اشاره کرد.